# Sportsman (U-Boot)
HMS Sportsman (Kennung: P229) war ein U-Boot der britischen Royal Navy im Zweiten Weltkrieg. Die Sportsman torpedierte im Februar 1944 das deutsche Transportschiff Petrella, was zu einer der größten Schiffskatastrophen in der Geschichte des Mittelmeers führte.
Das Boot wurde 1951 an die Marine Nationale übergeben und in La Sibylle umbenannt. Die La Sibylle sank 1952 bei einem Unfall.

## Geschichte
Die Sportsman (engl.: Sportler) war ein Boot des dritten Bauloses der erfolgreichen S-Klasse. Dieses Baulos wird auch als Seraph-Klasse bezeichnet. Sie wurde am 1. Juli 1941 auf der Marinewerft Chatham im südostenglischen Chatham auf Kiel gelegt, lief am 17. April 1942 vom Stapel und wurde von der Royal Navy am 21. Dezember 1942 in Dienst gestellt.
Die Royal Navy setzte die Sportsman überwiegend im Mittelmeer ein. In den Jahren 1943 und 1944 wurde das U-Boot von Lt. Richard Gatehouse kommandiert.
Die Sportsman torpedierte und versenkte am 19. Mai 1943 vor Nizza bei 43° 1′ N, 7° 40′ O das vichy-französische Passagierschiff Général Bonaparte (2795 BRT), wobei 137 Menschen ums Leben kamen; 148 wurden durch zwei herbeigeeilte deutsche Torpedoboote, TA 10 und TA 11, unter Korvettenkapitän Konrad Loerke gerettet. Sieben Tage später wurde vor der südfranzösischen Küste bei 42° 53′ N, 6° 8′ O der vichyfranzösische Tanker Marguerite Finaly (12.309 BRT) erfolglos mit sechs Torpedos angegriffen.
Am 29. Juni 1943 versenkte das U-Boot zehn Seemeilen vor La Spezia den italienischen Transporter Bolzaneto (2220 BRT) mit Torpedos. Zwei Tage später attackierte die Sportsman im Ligurischen Meer vor Imperia ein Landungsboot, aber der Angriff musste abgebrochen werden, weil das Deckgeschütz versagte.
Am 6. September 1943 wurden im Hafen von Aléria (Korsika) die italienischen Fischfänger Angiolina P (39 BRT) und Maria Luisa B (37 BRT) mit Bordartillerie versenkt. Am 28. September wurde ebenfalls vor Korsika das italienische Segelschiff Angiolina (39 BRT) versenkt.
Die Sportsman versenkte am 15. November 1943 zwischen den Kykladen-Inseln Mykonos und Naxos ein griechisches Segelschiff mit dem Deckgeschütz. Am 19. Dezember 1943 wurde vor der griechischen Insel Limnos ein weiteres Segelschiff mit dem Deckgeschütz versenkt. Zwei Tage später griff das U-Boot südlich von Limnos das griechische Segelschiff Spyridon mit Bordartillerie an und beschädigte es.
Am 23. Dezember 1943 torpedierte und versenkte die Sportsman südlich von Moudros (Limnos) den bulgarischen Truppentransporter Balkan (3838 BRT).
Am 8. Februar 1944 kam es zu einer der größten Schiffskatastrophe in der Geschichte des Mittelmeers, als die Sportsman nördlich der Suda-Bucht (Kreta) bei 35° 32′ N, 24° 18′ O den deutschen Dampfer Petrella (ex franz. Aveyron; 4785 BRT) mit Torpedos versenkte. An Bord des Schiffes befanden sich 3173 italienische Kriegsgefangene, von denen 2670 getötet wurden. Die deutschen Wachmannschaften ließen beim Untergang des Schiffes die Gefangenenräume geschlossen und schossen sogar auf die wehrlosen Männer.
Die Sportsman torpedierte und versenkte am 28. März 1944 vor Monemvasia den deutschen Tanker MT 3 / Wien (425 BRT). Drei Tage später versenkte sie vor Kap Malea das deutsche Segelschiff Grauer Ort (212 BRT) mit Torpedos.
Am 28. April 1944 wurde nördlich von Iraklio (Kreta) bei 35° 26′ N, 25° 7′ O das deutsche Handelsschiff Lüneburg (ex griechisch Constantin Louloudis; 5809 BRT) mit Torpedos versenkt.
Die Sportsman wurde 1951 an die französische Marine übergeben und in La Sibylle umbenannt. Am 23. September 1952 sank die La Sibylle 40 Seemeilen östlich von Toulon. Die gesamte Besatzung von 47 Mann fand dabei den Tod.